# Landgericht Verden

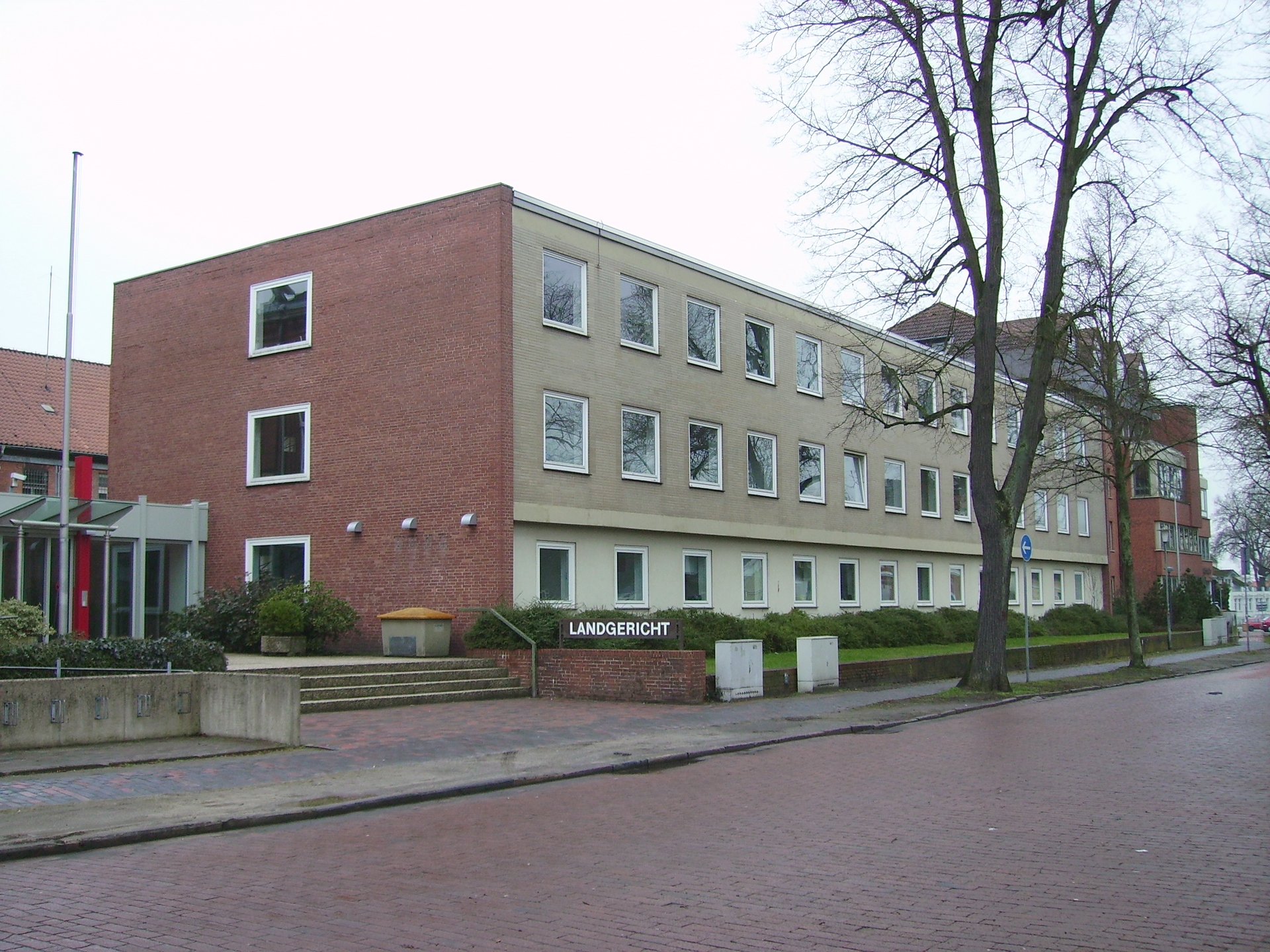
Landgericht Verden

Das Landgericht Verden ist neben den Landgerichten in Bückeburg, Hannover, Hildesheim, Lüneburg und Stade eines von sechs Landgerichten im Bezirk des Oberlandesgerichts Celle. Es hat seinen Sitz in Verden.

## Geschichte
Im Rahmen der Justizreform im Königreich Hannover wurde 1852 in Verden ein Obergericht, das Obergericht Verden errichtet. Nachdem 1877 im Deutschen Reich das Gerichtsverfassungsgesetz verabschiedet worden war, wurden die Sitze der neuen Landgerichte verteilt. Ein erster Entwurf sah Stade zuungunsten Verdens vor. Nach gelungenem Lobbyismus einiger Verdener Bürger sollte schließlich sowohl in Stade als auch in Verden ein Landgericht errichtet werden. Dagegen verlor Nienburg als ein weiterer Bewerber um den Sitz des Gerichts sein damaliges Obergericht und wurde dem Landgerichtsbezirk Verden zugeschlagen.
Der Bezirk des Landgerichts bestand aus den Kreisen Hoya, Lehe, Nienburg, Osterholz und Verden sowie großer Teile der Kreise Diepholz, Fallingbostel und Rotenburg a. d. Wümme. Im Landgerichtsbezirk wohnten 1888 zusammen 308.548 Personen. Am Gericht waren ein Präsident, zwei Direktoren und 9 Richter beschäftigt. Dem Landgericht waren 21 Amtsgerichte zugeordnet. Dies waren die Amtsgerichte Achim, Ahlden, Bassum, Blumenthal, Bruchhausen, Dorum, Geestemünde, Hagen, Hoya, Lehe, Lesum, Lilienthal, Nienburg, Osterholz, Rotenburg a. d. W., Stolzenau, Sulingen, Syke, Uchte, Verden und Walsrode.

### NS-Zeit
Das nationalsozialistische Rechtsverständnis war geprägt durch den totalitären Staat. So auch bei den Gerichten im Landkreis Verden. Das bedeutet jedoch nicht zwangsläufig, dass die Richter in ihrem Ermessensspielraum beschnitten wurden. Unter der Prämisse, rückhaltlos für den NS-Staat einzutreten, gewannen sie Entscheidungsraum zur „schöpferischen Rechtsgestaltung“, z. B. bei Auslegung der „Verordnung gegen Volksschädlinge“ vom 5. September 1939.
Ein Beispiel dafür war der Landgerichtspräsident beim Landgericht Verden, Dr. Hans Gentzen. 1876 in Breslau geboren, von 1925 bis 1932 Mitglied des „Stahlhelms“, trat er bereits am 1. Februar 1932 der NSDAP bei, machte eine steile Karriere und wurde am 26. Oktober 1933 Landgerichtspräsident. Er scheute sich nicht, die Richter seines Bezirks wiederholt nachdrücklich zu ermahnen, „subjektiv“ zu entscheiden. Sein Kollege, Hermann Lindemann, geboren 1880 in Osterburg (Altmark), seit 1921 ebenfalls Mitglied des „Stahlhelms“, trat 1924 seinen Dienst als Landgerichtsdirektor in Verden an. Mit der Auflösung des „Stahlhelms“ trat er 1934 der SA bei und wurde 1937 Hauptsturmführer des SA-Sturms 5/14. Er trat 1937 in die NSDAP ein und wurde am 1. März 1938 Nachfolger von Dr. Gentzen als Präsident des Landgerichts Verden. Erich Lindenberg, geboren 1881, kam 1927 als Landgerichtsdirektor und Amtsgerichtsrat an das Landgericht Verden. Er trat am 1. Mai 1933 der NSDAP bei, wurde spätestens 1936 „Förderndes Mitglied“ der SS und ab 1. April 1942 Ständiger Vertreter des Landgerichtspräsidenten. Im Januar 1945 folgte seine Ernennung zum Vorsitzenden des „Plünderungs-Sondergerichts Verden“, das von 1942 bis 1945 im Landesgerichtsbezirk Verden drakonische Strafen bis hin zur Todesstrafe verhängte. Er war auch an mindestens fünf Prozessen wegen „Verbotenen Umgang mit Kriegsgefangenen“ beteiligt. Weder seine SS-Mitgliedschaft noch sein Vorsitz des Plünderungs-Sondergerichts wurden ihm nach Kriegsende zum Nachteil ausgelegt.

### Nachkriegszeit
Nach 1945 machten fünf NS-Juristen, die während des Zweiten Weltkrieges an NS-Sondergerichten tätig waren, in Verden so gut wie unbehelligt Karriere. Drei davon, Willi Harzmann (Erster Staatsanwalt am Volksgerichtshof in Berlin), Hans Rogalla (Staatsanwalt am Sondergericht Stettin) und Dr. Rudolf Pfleiderer (Staatsanwalt am Sondergericht Prag und Brünn), wirkten nachweislich an Todesurteilen mit. Bei zwei weiteren NS-Juristen, Dr. Hermann Hagemann (Erster Staatsanwalt am Sondergericht Hannover), nach dem Krieg Oberstaatsanwalt in Verden, und Dr. Hans-Karl v. Hagens (Oberstabsrichter, Gericht der Wehrmachtskommandantur Berlin), nach Kriegsende Landgerichtsrat in Verden, ist noch ungeklärt, ob, und wenn ja, inwieweit sie in NS-Verbrechen involviert waren. Gegen Harzmann, der an 618 Prozessen beteiligt war, von denen 312 mit Todesurteilen endeten, wurde 1957 wegen vorsätzlicher Tötung, Rechtsbeugung und schwerer Freiheitsberaubung ermittelt. Die Staatsanwaltschaft erhob jedoch keine Anklage und stellte das Verfahren mangels Nachweises einer strafbaren Handlung ein. Von 1953 bis zu seinem Tode (1960) war Harzmann als Landgerichtsrat beim Landgericht Verden tätig. Rogalla, der beschuldigt worden war, führende Gewerkschaftsfunktionäre ins Zuchthaus und KZ geschickt zu haben, wurde 1956 zum ersten Staatsanwalt beim Landgericht Verden ernannt. 1962 wurden ihm sechs Todesurteile zur Last gelegt. Die Staatsanwaltschaft Bückeburg ermittelte zwar gegen ihn, das Verfahren wurde jedoch 1965 eingestellt. Pfleiderer erhielt im März 1949 die Stelle eines Staatsanwaltes am Landgericht Verden. 1960 wurde Strafanzeige gegen ihn erstattet, u. a. wegen Kriegsverbrechen in der Tschechoslowakei, außerdem soll er an mindestens sechs Todesurteilen beteiliugt gewesen sein. Das Ermittlungsverfahren wurde im gleichen Jahr eingestellt. Noch 1952 höhnte er in der Staatsanwaltschaft Verden über Kollegen an den Sondergerichten in Prag und Brünn, denen nach der Hinrichtung das Mittagessen nicht geschmeckt habe.
Nach dem Zweiten Weltkrieg wurde das Landgericht am 3. Juli 1945 mit nur einer Strafkammer wiedereröffnet. In der jüngeren Geschichte schrieb das Landgericht Verden Justizgeschichte, als es 1976 mit einem Vorlagebeschluss zur Frage der Vereinbarkeit der lebenslangen Freiheitsstrafe mit dem Grundgesetz an das Bundesverfassungsgericht herantrat.

## Gerichtsgebäude
In den ersten Jahren des Gerichts dienten Teile des Rathauses als Unterkunft. Als das neue Landgerichtsgebäude nach zweijähriger Bauzeit dann im Jahr 1884 bezogen werden konnte, erhielt die Stadt Verden die Räume des Rathauses zurück. Der Neubau war als roter Backsteinbau im Stil der späten Gründerzeit errichtet worden. Auf Höhe der ersten Etage war die Inschrift „Koenigliches Landgericht“ angebracht, die rechts und links von je einem preußischen Adlern „bewacht“ wurde.

## Gerichtsbezirk
Zum Bezirk des Landgerichts Verden gehören die folgenden Amtsgerichte:
- Achim
- Diepholz
- Nienburg
- Osterholz-Scharmbeck
- Rotenburg (Wümme)
- Stolzenau
- Sulingen
- Syke
- Verden
- Walsrode.

Übergeordnetes Gericht ist das Oberlandesgericht Celle.

## Organisation
Seit dem 24. Oktober 2017 ist Gerhard Otto Präsident des Landgerichts. Es wurden elf Zivilkammern, davon zwei Kammern für Handelssachen, 14 Strafkammern, davon drei Jugendkammern sowie zwei Wirtschaftsstrafkammern gebildet. Zurzeit sind 34 Richter am Landgericht Verden tätig.

## Präsidenten des Gerichts seit 1879
Die Liste zeigt die Präsidenten des Landgerichts Verden von 1879 bis zur Gegenwart:
- Hieronymus v. der Decken (1879–1892)
- Carl Schrader (1892–1911)
- Arthur Westrum (1911–1923)
- August Canenbley (1923–1933)
- Hans Gentzen (1933–1937)
- Hermann Lindemann (1938–1945)
- Eberhard Hagemann (1945–1948)
- von Nordheim (1949–1956)
- Wilhelm Kregel (1956–1966)
- Jan Kramer (1966–1972)
- Eberhard Stalljohann (1972–1974)
- Heinrich Beckmann (1974–1997)
- Wolfgang Arenhövel (1997–1999)
- Rüdiger Lengtat (1999–2017)
- Gerhard Otto (seit 2017)